# International Federation of Air Traffic Safety Electronics Associations

Logo de l'IFATSEA.

L'International Federation of Air Traffic Safety Electronics Associations ou IFATSEA est une fédération internationale d'ATSEP, les spécialistes responsables des systèmes de navigation aérienne. Elle regroupe les associations professionnelles des ATSEP du monde entier.

## Objectifs
Les objectifs de l'IFATSEA, tels que définis dans sa constitution, sont les suivants :
1. Faire fonctionner comme une fédération apolitique des associations d'ATSEP ;
2. Promouvoir la sécurité et l'efficacité du Système de la navigation aérienne internationale.
3. Aider et conseiller le développement des systèmes électroniques afin de maintenir l'écoulement sûr, ordonné et rapide du trafic aérien ;
4. Maintenir un niveau élevé de connaissances et d'efficacité professionnelle chez les ATSEP ;
5. Protéger et sauvegarder les intérêts collectifs professionnels des ATSEP ;
6. Tenir compte des affiliations mutuellement bénéfiques avec d'autres organisations professionnelles.
7. Lutter en faveur d'une fédération mondiale des associations d'ATSEP.

## Moyens
L'optimisation de la gestion des systèmes de la navigation aérienne est un souci majeur partagé par l'ensemble des ATSEP. Une coopération internationale, une compréhension mutuelle, un échange des idées et des expériences permet d'atteindre cet objectif. Il convient, par conséquent, d'unir les ATSEP de tous les pays au sein d'une fédération professionnelle mondiale qui se fonde sur le principe de la coopération.
La Fédération est indépendante de tout but lucratif ou de motif politique, les exigences essentielles étant la coopération internationale.

## Service et activité
Dans le but de répondre à ces objectifs, la Fédération travaille en étroite collaboration avec les organisations nationales et internationales, les autorités et les institutions. Elle le fait en étroite coopération avec les autorités de l'aviation internationale et nationale. Elle est donc représentée dans un grand nombre d'organismes qui contribuent aux développements et évolutions des systèmes du contrôle du trafic aérien.

## Historique
L'idée d'organiser une réunion internationale traitant de la gestion des systèmes de la navigation aérienne apparaît à l'initiative de quelques ATSEP. La première réunion a lieu le 12 et le 13 novembre 1971 à Bruxelles. Des délégations d'Autriche, Belgique, France, Allemagne, Royaume-Uni, Irlande et Suisse y assistent. À cette occasion, les représentants demandent qu'un projet de constitution soit présenté lors d'une assemblée inaugurale. Celle-ci se tient à Francfort en octobre 1972. Dix pays sont représentés à cette première assemblée : Autriche, Belgique, Danemark, France, Allemagne, Grèce, Irlande, Israël, Suisse et Royaume-Uni.
L'assemblée adopte la constitution et la fédération voit le jour. Un plan d'action est établi pour faire reconnaître l'IFASTEA, avec comme but principal la reconnaissance des ATSEP par les autorités nationales et les organismes internationaux.
Dix ans après la mise en place de l'IFATSEA, le nombre de participants a doublé. La fédération est pleinement reconnue comme représentant les intérêts des ATSEP par des organismes tels que l'OACI, l'Organisation internationale du travail et l'European Organisation for Civil Aviation Equipment. L'association travaille en étroite collaboration avec d'autres associations professionnelles de personnels du secteur de l'aviation, comme la Fédération internationale des ouvriers du transport (ITF), l'International Federation of Air Traffic Controllers' Associations (en) et la Fédération internationale des associations de pilotes de ligne. C'est en 2004 que l'UNSA-IESSA, syndicat professionnel des ATSEP français, y adhère.

## Fonctionnement
Chaque année l'IFATSEA organise une assemblée générale d'une semaine avec l'ensemble de ses membres et deux réunions du conseil général exécutif hébergé par l'un des pays membres. La plupart des travaux sont effectués dans les quatre comités :
- Comité professionnel ;
- Comité technique ;
- Comité d'administration ;
- L'homme et le Comité de l'environnement.

De plus, chaque continent possède son propre groupe de travail.